# Campylaspis hartae
Campylaspis hartae är en kräftdjursart som beskrevs av Ulf Lie 1969. Campylaspis hartae ingår i släktet Campylaspis och familjen Nannastacidae. Inga underarter finns listade i Catalogue of Life.